# ادو پاترگنانی
ادو پاترگنانی (انگلیسی: Edo Patregnani; ۱ مهٔ ۱۹۳۸ – ۳ دسامبر ۲۰۱۳) بازیکن فوتبال اهل ایتالیا بود.
از باشگاه‌هایی که در آن بازی کرده‌است می‌توان به باشگاه فوتبال ویچنزا، باشگاه فوتبال آلساندریا، و باشگاه فوتبال اسپال اشاره کرد.